# Lindsay Gaze
Lindsay John Casson Gaze (Adelaide, 16 agosto 1936) è un ex cestista e allenatore di pallacanestro australiano.
È membro del Naismith Memorial Basketball Hall of Fame dal 2015, in qualità di allenatore.
È il padre di Andrew Gaze.

## Carriera
Con l'Australia ha disputato i Giochi olimpici di Tokyo 1964 e i Campionati mondiali del 1970.

## Palmarès

### Allenatore
- 2 volte campione NBL (1993, 1997)
- 3 volte NBL Coach of the Year (1989, 1997, 1999)